# Бенджамін Томпсон

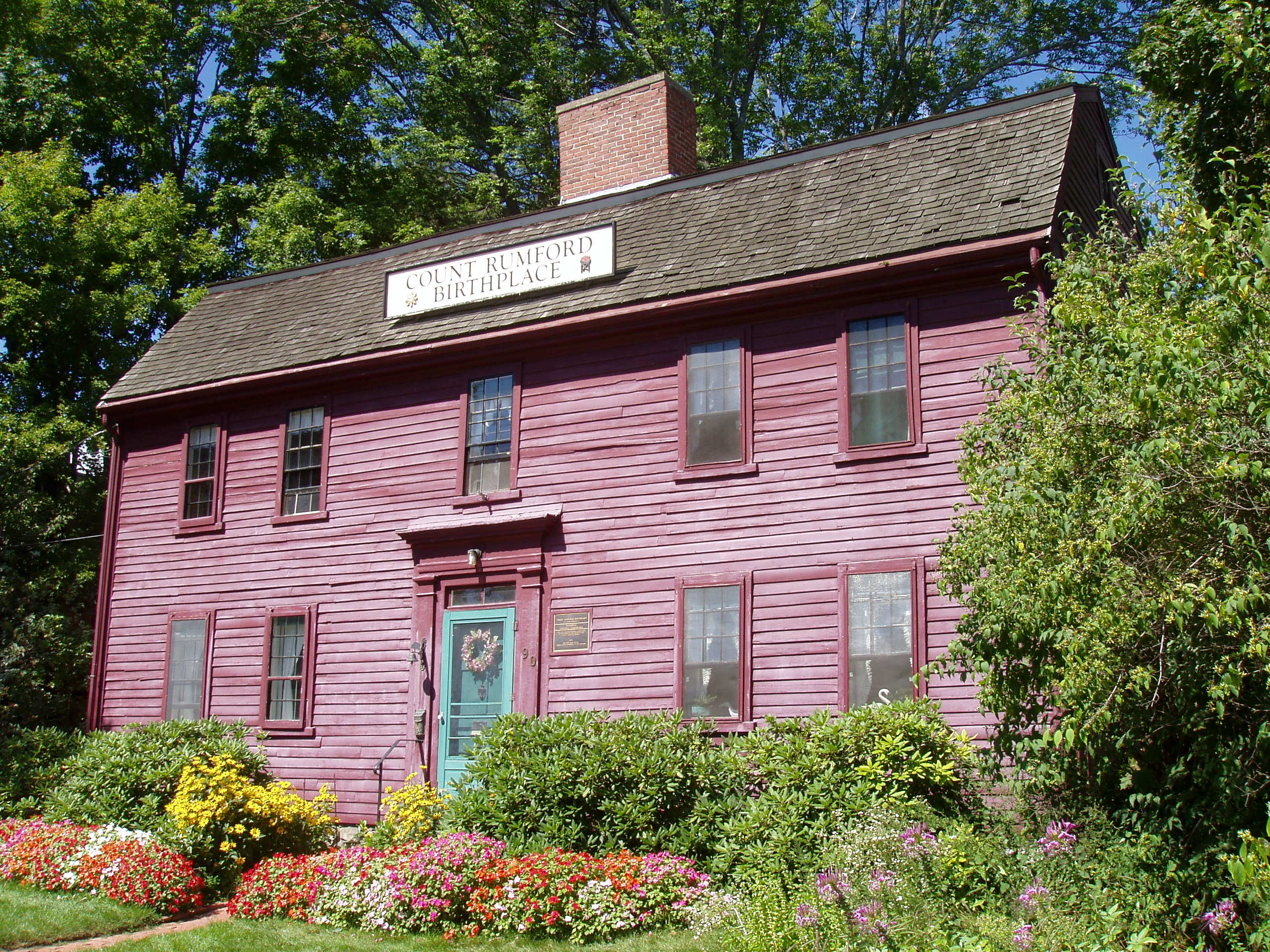
Воберн. Будинок, у якому народився Бенджамін Томпсон. Нині музей.

Бе́нджамін То́мпсон, граф Ру́мфорд (англ. Sir Benjamin Thompson, Count Rumford; 26 березня 1753, Воберн, Міддлсекс (округ, Массачусетс), США, на той час Британська імперія — 21 серпня 1814, Париж) — британо-американський науковець і винахідник, військовик, державний і громадський діяч кількох країн.

## Життєпис
Бенджамін Томпсон народився у Воберні (колонія Массачусетс) в сім'ї заможного фермера Бенджаміна Томпсона-старшого (тепер у цьому будинку діє музей імені Бенджаміна Томпсона). Батько помер у 1754 році. Бенджамін жив у рідній оселі з дідом Ебенезером Томпсоном і матір'ю, аж поки вона не стала дружиною Джосаї Пірса. Тоді вся родина перебралася до її нового чоловіка. Бенджамін не здобув систематичної освіти. Навчався у сільській школі. Час від часу разом із Лоуммі Болдвіном ходив за десять миль до Гарвардського коледжу на лекції професора Джона Вінтропа.
З тринадцяти років працював хлопчиком-помічником у сейлемського крамаря Джона Апплтона. Там зустрічався з освіченими людьми й завдяки їм зацікавився наукою. У 1769-му, лікуючись від рани у Воберні, Томпсон провадив експерименти — досліджував природу теплоти. На цю тему листувався з Лоуммі Болдвіном та іншими. Цього ж року він кілька місяців працював прикажчиком у бостонській крамниці й після того коротко та невдало асистував лікареві у Воберні.
У 1772-му він одружився із Сарою Ролф (1739—1792) — вдовою багатого землевласника, який мав помістя в Конкорді (тодішньому Румфорді). Після весілля молода пара переїхала до Портсмута. Завдяки жінчиним зв'язкам Томпсон увійшов у довіру до британського королівського губернатора колонії Нью-Гемпшир і став офіцером міліції. Одночасно виконував секретні завдання уряду Великої Британії.
На початку Війни за незалежність США Томпсон виступив проти повстанців і активно залучав лоялістів до боротьби з ними. Після нападу юрби на житло Томпсона він утік до розташування британських військ. Там надав цінну інформацію про американські військові сили і став радником генерала Томаса Гейджа та лорда Джорджа Джермена.
У 1775 році, після поразки колоніальної армії і висунення проти нього звинувачень у шпигунстві, Томпсон був змушений утекти до Бостона, де якийсь час був комендантом порту. 1776 року він приєднався до британської армії, відплив з Бостона й перебрався до Лондона, покинувши дружину з немовлям і старого тестя.
З 1776 по 1781-й рік служив у лондонських урядових відомствах, зокрема був заступником міністра колоній. Водночас провадив науково-дослідну діяльність, розпочату ще в Америці: визначав силу вибуху різних сортів пороху, а також віддачу рушниць і гармат. Про ці експерименти він написав статтю й 1781 року опублікував її у «Філософських працях Королівського товариства». На пропозицію командування британського флоту Томпсон вимірював далекобійність гармат на морі. Він вдосконалив методи кораблебудування і способи корабельної сигналізації. 1779 року став членом Лондонського королівського товариства. У 1781—1783 роках Томпсон, як підполковник, командував британським королівським драгунським полком у війні за незалежність у Північній Америці 1775—1783 років. Повернувшись до Великої Британії, став полковником і в 1784 році отримав дворянський титул від короля Георга ІІІ.

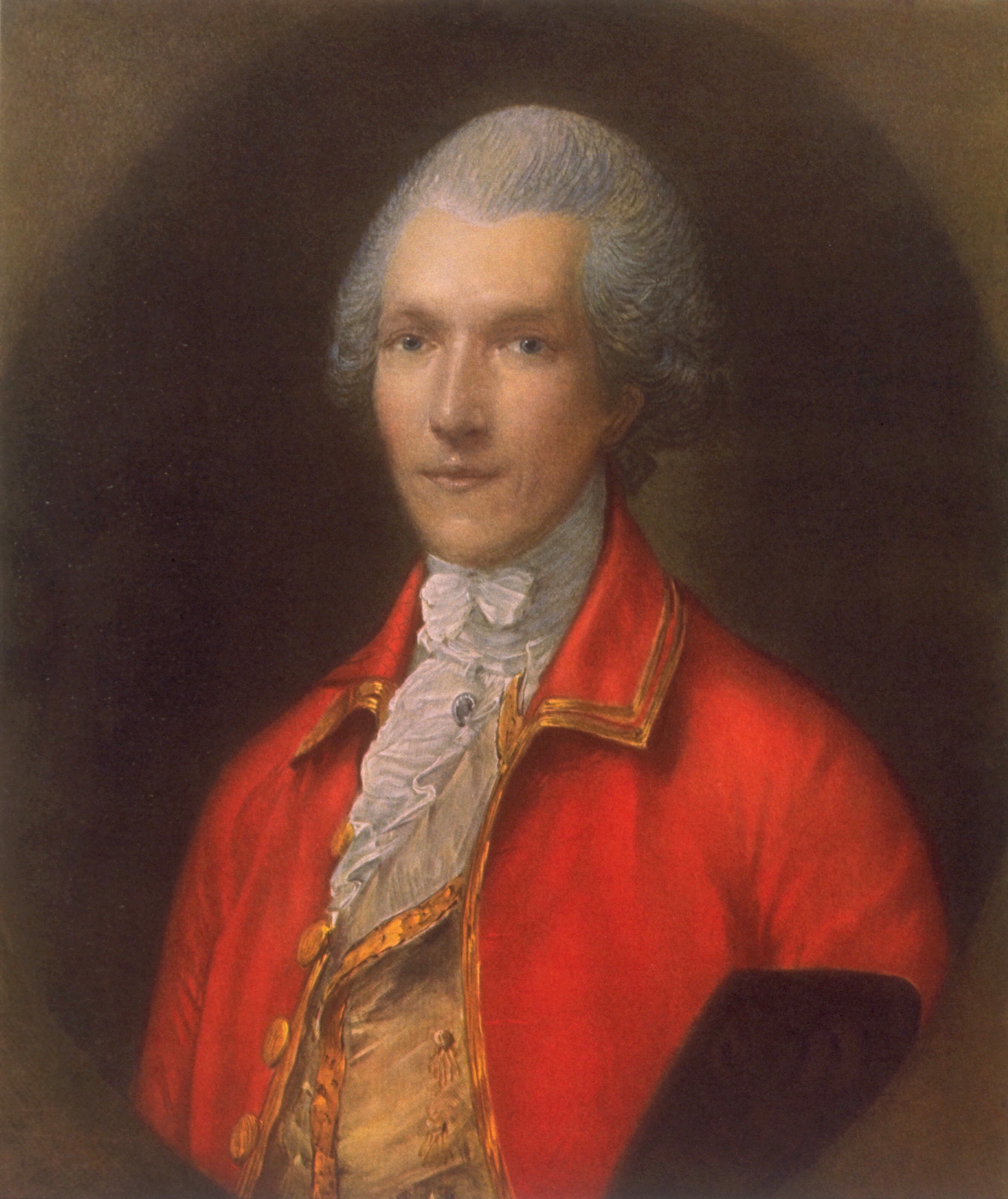
Бенджамін Томпсон. Портрет роботи Томаса Ґейнсборо. 1783 рік.

У 1784-му році Томпсон переїхав до Мюнхена й служив ад'ютантом у баварського курфюрста Карла Теодора. За кілька років посів чільне становище і став другою людиною в Баварії: він одночасно був міністром оборони, міністром поліції і камергером баварського двору. У той же час не припиняв співпрацювати з британською розвідкою, регулярно повідомляв їй про стан баварської армії. Томпсон проводив різноманітну діяльність — реорганізовував армію і засновував робітні доми для бідняків, став ініціатором вирощування картоплі, а 1789 року взяв активну участь у спорудженні Англійського саду в Мюнхені. Донині це один із найбільших міських парків у світі. Томпсон вивчав і вдосконалював методи приготування їжі, зокрема винайшов суп Румфорда — страву для бідняків. Він визначив відносну вартість і ефективність освітлення восковими та лойовими свічками й олійними лампадами. Удосконалив схему димоходів у камінах та кухонних печах, розробив конструкцію кавоварки. Досліджував теплоізоляційні властивості матеріалів. На практиці це послужило для вироблення зразків спідньої білизни, якою потім постачали баварську армію.
1789 року Томпсон був обраний іноземним почесним членом Американської академії мистецтв і наук.
У 1791 році Томпсон за свої заслуги перед Баварією отримав титул графа Священної Римської імперії, причому титульним графством названо Румфорд. Це стара назва Конкорда — міста, в якому Томпсон одружився.
У 1795 році Томпсон повернувся до Лондона. З 1799-го року жив то у Франції, то у Великій Британії. У 1799 році разом із Джозефом Бенксом заснував Королівський інститут. Засновники вибрали Гемфрі Деві першим директором цього закладу. Інститут успішно розвивався й став всесвітньо відомим завдяки новаторським дослідженням, які провадив Деві, науково-дослідній лабораторії його помічника, Майкла Фарадея, а також серіям публічних лекцій, які популяризували науку. Традиція популяризування збереглася й донині. Різдвяні лекції Королівського інституту збирають широку аудиторію телеглядачів.
1800 року Томпсон одержав медаль Румфорда «за різноманітні відкриття в галузі тепла і світла», став професором Гарвардського університету. У 1803 році обраний іноземним членом Шведської королівської академії наук.

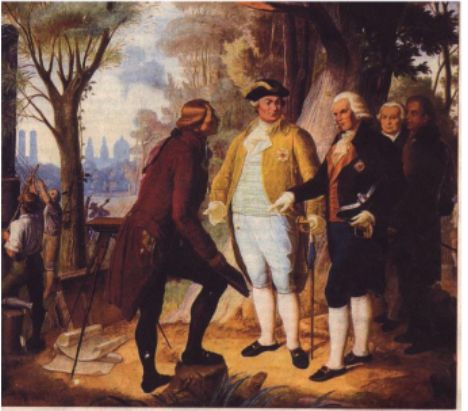
Фрідріх Скелль, курфюрст Карл Теодор і Бенджамін Томпсон у мюнхенському Англійському саду.

1801 року познайомився з Марією-Анною Лавуазьє (Польз) — вдовою великого французького хіміка Антуана-Лорана Лавуазьє. У 1803 році вони здійснили тривалу подорож по Баварії та Швейцарії, а 24 жовтня 1805 повінчалися в Парижі (перша дружина, яку Томпсон покинув у Північноамериканських Штатах, до того часу померла). Однак цей шлюб не був щасливий, тривав тільки три роки. За переказами, Томпсон погодився на розлучення й, зітхнувши, сказав: «Як же пощастило Лавуазьє з гільйотиною!».
Після розлучення Томпсон оселився в Парижі й продовжував наукову роботу до самої смерті. Помер 21 серпня 1814 року. Похований на маленькому кладовищі Отей (фр. Auteuil), неподалік від могили видатного математика Адрієна Лежандра. У надгробній промові секретар Французької академії наук Жорж Кюв'є, перелічивши заслуги покійного, зауважив: «Не люблячи і не шануючи своїх побратимів і посестер у людстві, він усе-таки зробив їм безліч послуг».
Його дочка від першого шлюбу Сара Томпсон успадкувала титул графині Румфорд.

## Наукова діяльність

### Теплопровідність
Експериментуючи з вогнепальною зброєю та вибуховими речовинами, Томпсон зацікавився теорією теплоти. Він розробив метод вимірювання питомої теплоємності твердої речовини, але був розчарований, коли Йоган Вільке опублікував повідомлення про свій винахід цього методу.
Згодом Томпсон став досліджувати ізоляційні властивості різних матеріалів, зокрема хутра, вовни та пір'я. Він цілком слушно припустив, що ці властивості залежать від того, якою мірою матеріали перешкоджають конвекції повітря. Відтак науковець зробив правильний висновок, що повітря і всі гази погано проводять тепло, і в тому вбачав волю Провидіння Божого.
У 1797 році він ствердив, що й рідини мають погану теплопровідність. Це твердження заперечили численні науковці. Особливо різко проти нього виступили Джон Дальтон і Джон Леслі. На ті часи ще не було достатньо точних приладів, щоб вирішити цю суперечку. Очевидно, керуючись теологічними принципами, Томпсон розглядав воду як основоположний елемент у регуляції життєвих процесів, а тому й припустив, що вона, як і повітря, покликана підтримувати життєдіяльність організму — зберігати для нього тепло.
1799 року Томпсон винайшов вакуумний метод приготування їжі, який полягає в тому, що харчовий продукт ізолюють від навколишнього середовища і поміщають у теплоносій з температурою 55 °C — 60 °C (для м'яса) або трохи вищою (для овочів). Процес приготування триває сто годин і більше. Винахідник описав цей метод в одному зі своїх есеїв.

### Механічний еквівалент теплоти

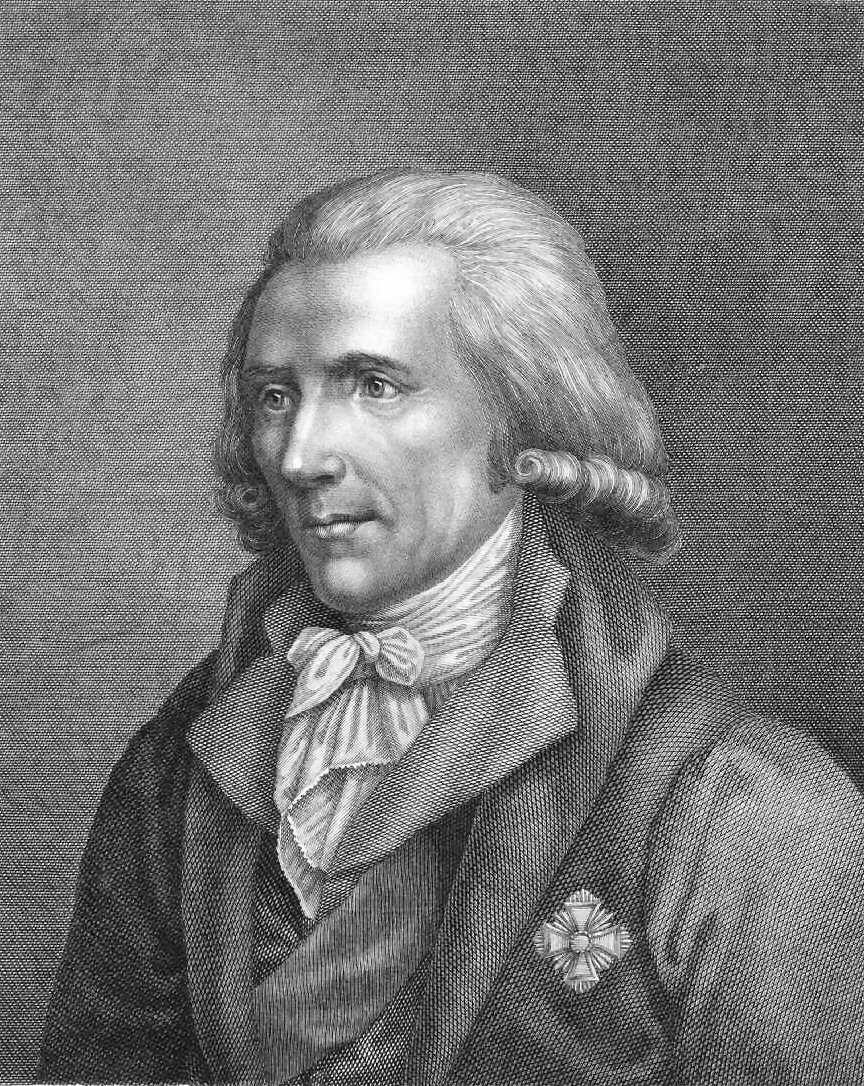
Бенджамін Джонсон. Рік невідомий.

1798 року у мюнхенських військових майстернях Томпсон спостеріг, що під час свердлення отвору в гарматному жерлі виділяється велика кількість тепла. Щоб вивчити це явище, Румфорд виконав експеримент — у вже просвердлений отвір у металевому циліндрі вставили тупе свердло, щільно припасоване до стінок, і обертали його. Термометр, вставлений у циліндр, показав, що за 30 хвилин температура піднялася на 70 градусів за Фаренгейтом.
Експериментатор видозмінив дослід — занурив циліндр і свердло в посудину з водою. У процесі свердління вода нагрівалася й за 2,5 години закипіла. Внаслідок досліду теплоємність циліндра не змінилася, не змінилися й інші фізичні властивості. Показано, що джерелом тепла, причому невичерпним, є тертя.
Того ж таки 1798 року Томпсон видав свою найважливішу наукову працю «Експериментальне дослідження щодо джерела тепла, яке збуджується тертям» / An Experimental Enquiry Concerning the Source of the Heat which is Excited by Friction. Автор ствердив, що природа теплоти полягає не в теплеці, як тоді вважалося, а у формі руху. Він аргументував, що безперечний факт виробництва тепла тертям несумісний з теорією теплецю.
Таким чином Томпсон вперше показав зв'язок між механічною роботою і внутрішньою енергією й розглядав останню як результат особливого виду руху часток матерії. Разом із Гамфрі Деві він значно сприяв становленню кінетичної теорії теплоти.

### Випромінення тепла і холоду
1790 року швейцарський науковець Марк Огюст Пікте виконав експерименти з двома увігнутими дзеркалами, які стояли навпроти одне одного. Дослід «віддзеркалення тепла» полягав у тому, що від гарячого тіла, поміщеного у фокусі першого дзеркала, нагрівався термометр, поміщений у фокусі другого дзеркала. У досліді «віддзеркалення холоду» замість гарячого ставили холодне тіло, й термометр охолоджувався. Бенджамін Томпсон поправно пояснив такі явища тим, що всі тіла випромінюють невидимі промені, які поширюються в ефірному середовищі. Теплообмін між тілом і термометром відбувається через взаємодію випромінення: гаряче тіло випромінює тепло й охолоджується, холодне тіло — поглинає й нагрівається. Великою помилкою Томпсона стало припущення, що холодне тіло випромінює холод. Насправді ж кожне тіло випромінює тільки тепло. Холодного випромінення як такого немає.

## Винахідницька діяльність

Поздовжній перетин горна Румфорда.

Томпсон був активним і плідним винахідником та раціоналізатором. Він поліпшив конструкцію димарів, камінів, домашніх та промислових печей. Винайшов пароварку, кухонну плиту — прообраз нинішньої, й два види кавоварок — перколяційну і крапельну. Завдяки його новаторській роботі в баварській армії поліпшився раціон солдатів і їхній одяг.

### Камін Румфорда
Камін графа Румфорда викликав сенсацію в Лондоні. Ідея новинки полягала в тому, щоб зменшити площу входу в димохід і таким чином посилити тягу. Тоді можна набагато ефективніше обігрівати кімнату. Каміни модифіковано за рахунок того, що на під домуровано цеглини так, щоб бічні стінки стояли під кутом, і додано заслінку в димарі, щоб збільшити швидкість виходу газів. Унаслідок такого вдосконалення нормалізувався потік повітря, що входило в камін. Дим ішов рівномірно вгору, не завихрювався й не виходив у кімнату. Можна було поліпшувати тепловіддачу, раціональніше використовувати камін і регулювати швидкість горіння палива — одна для дерева, інша — для вугілля. Багато заможних городян Лондона запровадило у своїх житлах такі зміни.

### Горн Румфорда
Томпсон також значно поліпшив конструкцію горнів, призначених для виробництва негашеного вапна, і це нововведення швидко поширилося по всій Європі. Суть полягала в тому, щоб ізолювати пальне і полум'я від вапняку, щоб він, обпалюючись, не забруднювався попелом.
Томпсон став знаменитістю, коли поширилася новина про його успіх. Запроваджувати такі вдосконалення було вигідно, й багато хто їх переймав, коли автор опублікував аналіз руху газів у димарі. Багато в чому він був схожий на Бенджаміна Франкліна, який також винайшов новий вид опалювальної печі.
Збереження тепла було однією з головних і частих тем його винахідницької та раціоналізаторської діяльності. Томпсону також приписують винахід термобілизни.

### Світло і фотометрія
Томпсон працював також у галузі фотометрії. Він сконструював фотометр і запровадив стандартну свічку, попередницю кандели, як одиницю сили світла. Ця свічка із заданими розмірами була зроблена із спермацету. Науковець також опублікував дослідження «ілюзорних», або ж суб'єктивних додаткових кольорів, які з'являються завдяки взаємодії тіней від двох вогнів — білого й кольорового. Ці спостереження взяв за основу Мішель-Ежен Шеврель і узагальнив у своєму «законі одночасного кольорового контрасту» в 1839 році.

### Суп Румфорда
Карл Маркс у «Капіталі» подає кулінарний рецепт цього супу, цитуючи книжку самого Томпсона, графа Румфорда:

| П'ять фунтів ячменю, п'ять фунтів кукурудзи, на 3 пенси оселедців, на 1 пенс солі, на 1 пенс оцту, на 2 пенси перцю і зелені — разом на суму 20 3/4 пенса, виходить суп на 64 особи, а при середніх цінах зерна можна зменшити витрати до 1/4 пенса на душу (це ще не 3 пфеніґи)[27]. Оригінальний текст (нім.) Fünf Pfund Gerste, fünf Pfund Mais, für 3 d. Heringe, 1 d. Salz, 1 d. Essig, 2 d. Pfeffer und Kräuter - Summa von 20 3/4 d. gibt eine Suppe für 64 Menschen, ja mit den Durchschnittspreisen von Korn kann die Kost auf 1/4 d. per Kopf (noch nicht 3 Pfennige) herabgedrückt werden. |
Маркс наводить цей рецепт як приклад того, на що йдуть жадібні капіталісти, аби якнайдешевше прогодувати своїх робітників, і вказує ім'я автора: «один американський дурисвіт, наділений баронським титулом янкі Бенджамін Томпсон, він же граф Румфорд». / ein amerikanischer Humbug, der baronisierte Yankee Benjamin Thompson (alias Graf Rumford).

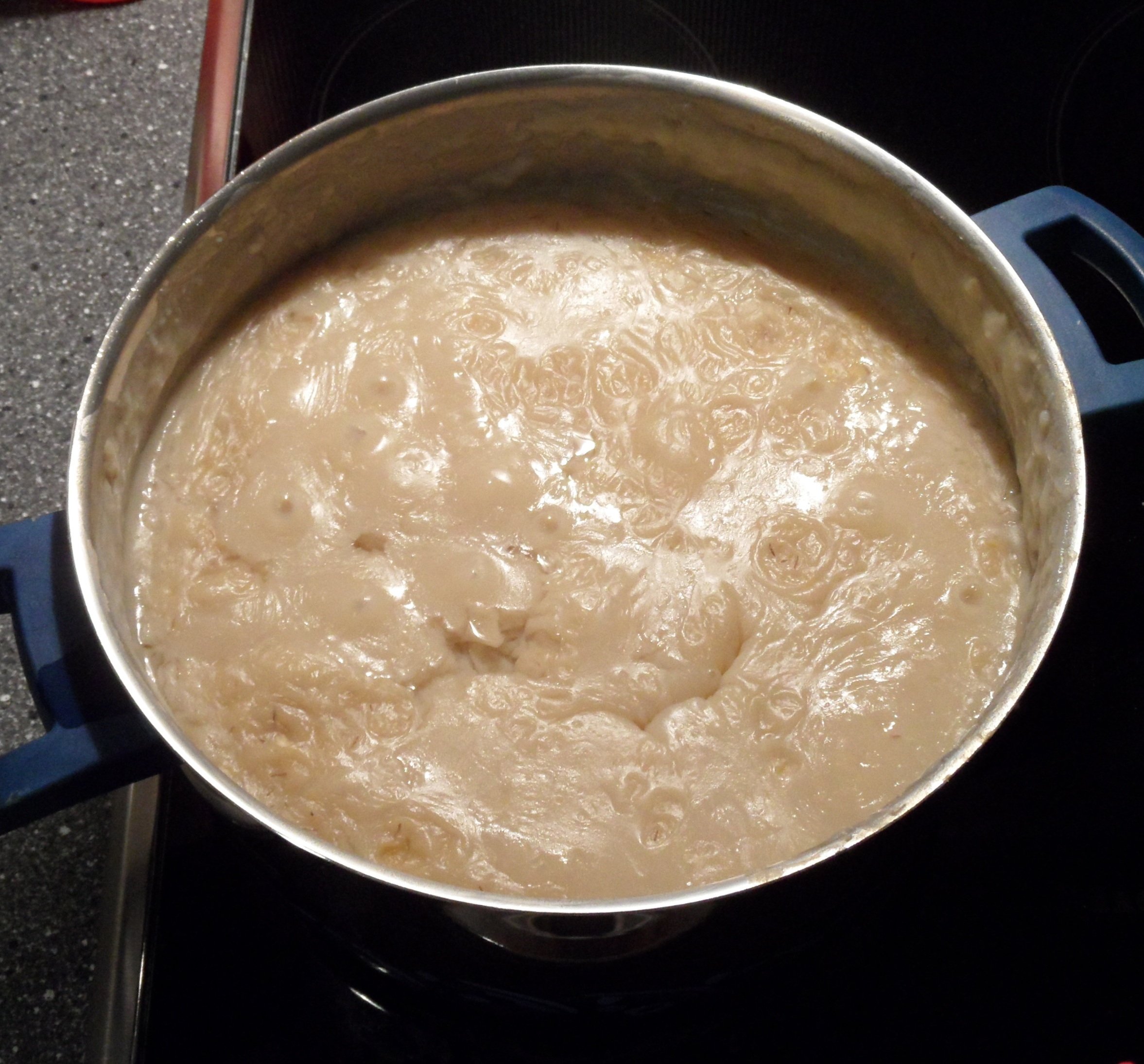
Суп Румфорда.

Наприкінці 1780-х років Томпсон, будучи міністром поліції в Баварії, задумав прибрати жебраків із мюнхенських вулиць. Першого січня 1790 року, коли, за традицією, у Мюнхені зібралися прошаки з усієї Баварії, щоб збирати милостиню, їх оточили поліцаї та вояки й спровадили до робітного дому. У цьому новому закладі з військовою дисципліною і суворим розпорядком дня треба було працювати на державу, а вона за те платила житлом і їжею.
Поставивши мету якомога зменшити витрати на їхнє харчування, Томпсон розвинув теорію алхіміка ван Гельмонта. Згідно з нею, головна пожива рослин — це вода, а мінеральні речовини лише «каталізують» її розкладання. Це стосується й людини, припустив Томпсон. І зробив висновок, що найкраща й найпоживніша страва — це суп: «Я дуже здивувався, що така мала кількість твердої їжі, якщо її правильно зготувати, вгамовує голод, підтримує життя і здоров'я». П'ять років поекспериментувавши на солдатах і мешканцях робітного дому, Румфорд запропонував рецепт «найдешевшої, смачнющої і напрочуд поживної їжі, яку тільки можна собі уявити. Це суп із перлової ячмінної крупи, гороху, картоплі, дрібно накраяного білого хліба, оцту, солі й води в певних пропорціях». Далі науковець докладно описав, як готувати цей суп, в яких казанах, як і якими порціями (по пінті з чвертю, тобто приблизно по 600 мілілітрів) його роздавати… Висушені шматочки білого хліба належить подати в останню мить, щоб їдець довго жував, довго споживав і тим самим налаштовував свій шлунок краще засвоювати їжу.
Граф дав на вибір кілька варіантів супу, зокрема й такий, що в ньому оцет замінено прокислим пивом як дешевшим продуктом. Були дорожчі й дешевші варіанти: з м'ясом, з тертим копченим оселедцем, з кукурудзою. У первинному рецепті вказано дуже великі міри ваги та об'єму, та в одному з творів Румфорда є також рецепт супу на одну особу: «унція перлівки, унція сухого жовтого гороху, три унції картоплі, чверть унції білих сухариків, сіль до смаку, півунції оцту і 14 унцій води».
Румфордова юшка стала основою харчування солдатів мало не всіх армій аж до середини XX століття. Донині рецепт Румфорда майже в незмінному вигляді застосовує Армія порятунку в харчуванні бездомних. Бенджамін Томпсон, граф Румфорд фактично став засновником дієтології — науки про харчування. Він багато чого зробив, щоб картоплю визнали харчовою культурою, старався також запровадити інші дешеві й ситні страви — поленту і макарони, на той час майже не знані в Німеччині й Великій Британії.

## Пошанування

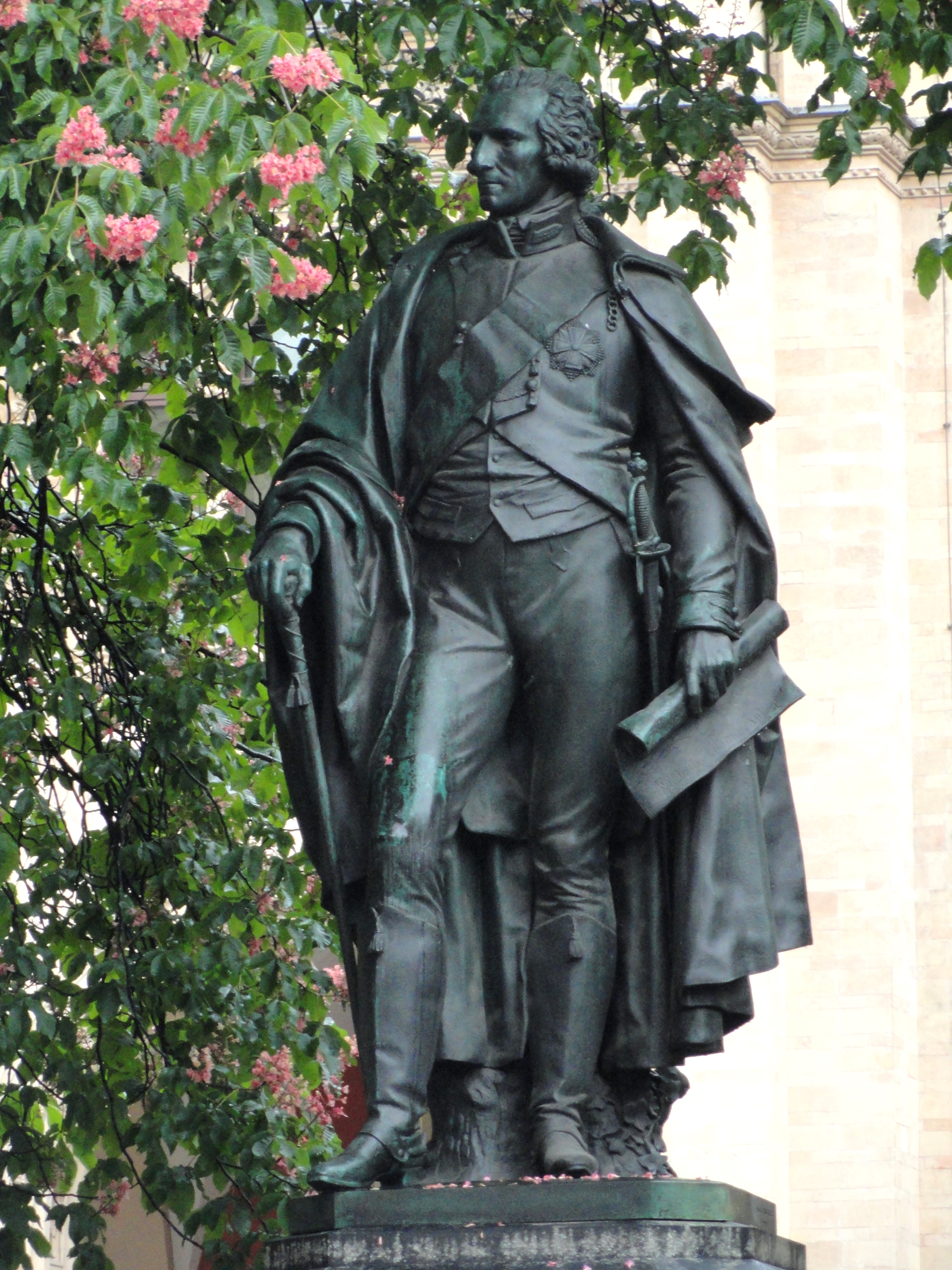
Пам'ятник Б. Томпсону в Мюнхені.

- 1795 — ще за життя Томпсона йому поставлено пам'ятний знак у мюнхенському Англійському саду
- 1867 — поставлено пам'ятник Бенджамінові Томпсону у Мюнхені
- 1877 — у Воберні (Массачусетс) засновано Румфордівське історичне товариство
- 1877 — у Воберні відкрито музей Бенджаміна Томпсона
- 1900 — у Воберні поставлено пам'ятник Томпсону — копію мюнхенського
- 1970 — іменем Румфорда названо кратер на Місяці
- 2014 — знято документальний фільм «Sir Benjamin Thompson, Ein Amerikaner wird bayerischer Minister». Режисер Бернгард Граф
- Іменем Румфорда названо будинок у мюнхенському Англійському саду
- Іменем Румфорда названо вулицю в Мюнхені
- У мюнхенському Залі слави (Ruhmeshalle) поставлено погруддя Румфорда

## Твори
- Recherches sur la chaleur. Paris 1804—1813.
- Recherches sur les bois et le charbon. Paris 1813.
- Essays political, economical and philosophical. 4 vol., London 1796—1803; (deutsch: Weimar 1800—1805)
- Complete Works. Publish. George E. Ellis, 5 Bände. London/Boston 1876.
- Thompson, Benjamin: Experiments on the Production of Dephlogisticated Air from Water with Various Substances. In a Letter from Sir Benjamin Thompson, Knt. F. R. S. to Sir Joseph Banks, Bart. P. R. S. Phil. Trans. R. Soc. Lond. January 1, 1787 77:84-124; doi:10.1098/rstl.1787.0015 (PDF; 6,4 MB) [Архівовано 20 травня 2016 у Wayback Machine.]
- Thompson, Benjamin; Blagden, Charles: Experiments Made to Determine the Positive and Relative Quantities of Moisture Absorbed from the Atmosphere by Various Substances, under Similar Circumstances. By Sir Benjamin Thompson, Knt. F. R. S.; Communicated by Charles Blagden, M. D. Sec. R. S. Phil. Trans. R. Soc. Lond. January 1, 1787 77:240-245; doi:10.1098/rstl.1787.0022 (PDF; 717 kB) [Архівовано 2 лютого 2017 у Wayback Machine.]
- Collected Works of Count Rumford, Volume I, The Nature of Heat [Архівовано 17 січня 2021 у Wayback Machine.], (1968).
- Collected Works of Count Rumford, Volume II, Practical Applications of Heat [Архівовано 23 січня 2021 у Wayback Machine.], (1969).
- Collected Works of Count Rumford, Volume III, Devices and Techniques [Архівовано 5 березня 2021 у Wayback Machine.], (1969).
- Collected Works of Count Rumford, Volume IV, Light and Armament [Архівовано 26 січня 2021 у Wayback Machine.], (1970).
- Collected Works of Count Rumford, Volume V, Public Institutions [Архівовано 5 березня 2021 у Wayback Machine.], (1970).

## Зовнішні зв'язки
- Eric Weisstein's World of Science. «Rumford, Benjamin Thompson [Архівовано 22 квітня 2021 у Wayback Machine.]». (1753—1814)
- Dr. Hugh C. Rowlinson «The Contribution of Count Rumford to Domestic Life in Jane Austen's Time» [Архівовано 26 січня 2021 у Wayback Machine.] У статті йдеться не тільки про кухонну плиту Бенджаміна Томпсона, але й про нього самого.
- Твори Бенджаміна Томпсона у проєкті «Гутенберг»
- Твори Томпсона або про Томпсона. Файл «Internet Archive»
- A Biography of Benjamin Thompson, Jr. Written in 1868
- Escutcheons of Science [Архівовано 14 лютого 2021 у Wayback Machine.]
- Count Rumford's Birth Place and Museum
- Count Rumford Fireplaces website [Архівовано 25 січня 2021 у Wayback Machine.]

Тексти у «Вікіджерелах»
- «Sketch of Benjamin Thompson (Count Rumford)», Popular Science Monthly, Vol. 9, June 1876.
- Thompson, Benjamin (1754—1814) (DNB00) [Архівовано 23 листопада 2015 у Wayback Machine.]
- The New International Encyclopædia/Rumford, Benjamin Thompson, Count [Архівовано 19 жовтня 2021 у Wayback Machine.]